# Budești (Bistrița-Năsăud)
Pour les articles homonymes, voir Budești.
Budești (en hongrois : Budatelke) est une commune du județ de Bistrița-Năsăud en Transylvanie (Roumanie).